# Maiparade
Als Maiparade bezeichnet man ein Defilee von Militär- und Parteiorganisationen und/oder Zivilpersonen aus Anlass des Ersten Mai. Aufwändige Maiparaden fanden in zahlreichen sozialistischen Staaten (z. B. DDR, Jugoslawien, Kuba und Sowjetunion) am 1. Mai statt, der mit Verweis auf die Traditionen der internationalen Arbeiterbewegung begangen wurde. Maiparaden sollten die Massen mobilisieren und das Wir-Gefühl in der Gesellschaft stärken. Gleichzeitig dienten sie der Demonstration und Selbstvergewisserung militärischer Stärke.

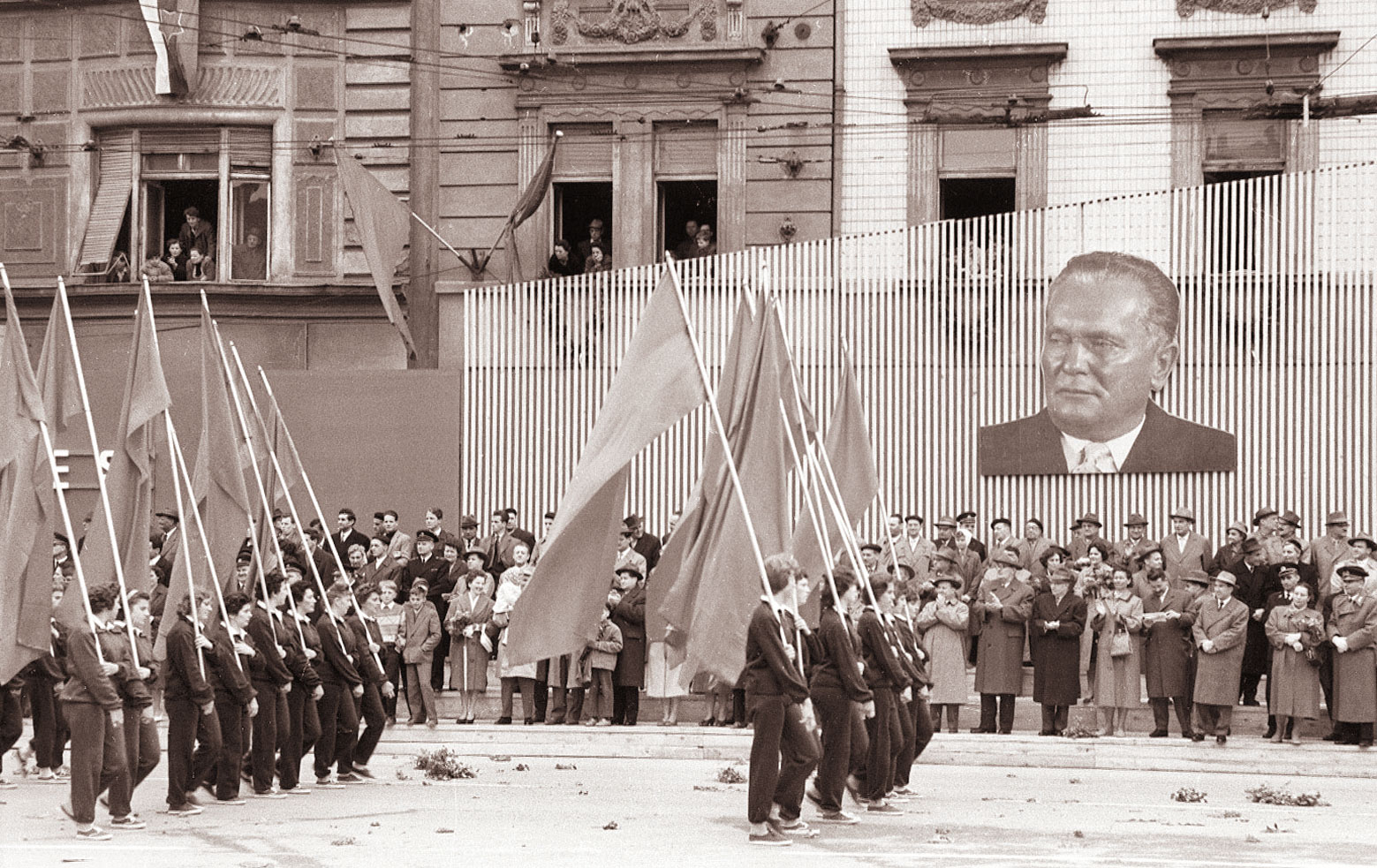
Maiparade vor Titos Bildnis in Jugoslawien (Ljubljana, 1960).

In der Deutschen Demokratischen Republik (DDR) war die Maiparade eine offizielle Festveranstaltung der Sozialistischen Einheitspartei Deutschlands (SED), am sogenannten „Internationalen Kampf- und Feiertag der Werktätigen für Frieden und Sozialismus“. Dabei paradierten Verbände und Gruppierungen diverser Partei- und Betriebsorganisationen sowie Militärverbände an der Ehrentribüne der Führung der der DDR-Staatspartei vorüber. Teils in offener, lockerer Form, teils in Marschordnung bis hin zum Stechschritt.